# Râul Teleorman
Râul Teleorman este un curs de apă, afluent al râului Vedea. 

## Hărți
- Harta Județul Argeș